# Лазарєв Анатолій Іванович
Лазарєв Анатолій Іванович (18 червня 1922, м. Біла Церква, Київська губернія — 11 жовтня 1993, Москва) — радянський розвідник, керівник Управління «С» (нелегальної розвідки) Першого головного управління КДБ СРСР, генерал-лейтенант.

## Біографія
Народився в м. Біла Церква, Київська губернія 18 червня 1922 року.
У 1940 був мобілізований у війська НКВС.
В органах державної безпеки з 1943 року. Закінчив Школу спеціального призначення НКВС у складі 1-го Управління НКДБ СРСР.
У серпні 1949 р. виїхав до Франції, де працював у резидентурі КДБ у Парижі. Обіймав наступні посади: заступник резидента КДБ у Парижі за лінією «політична розвідка» (1955 — грудень 1956 р.); заступник начальника 2-го відділу Управління «С» ПГУ КДБ при РМ СРСР (1957—1959 р.); заступник резидента КДБ у Парижі за лінією «політична розвідка» (1959 — вересень 1960 р.); в.о. резидента, резидент КДБ у Парижі (вересень 1960—1966 р.).
На роки його роботи в Парижі припадає, зокрема, успішна операція, проведена зовнішньою розвідкою СРСР у Франції, яка в книзі Віталія Павлова називається кодовим ім'ям «Карфаген», і в якій Лазарєв брав активну участь. Радянській розвідці вдалося впровадити в диспетчерський центр американської армії, через який ішла вся секретна кореспонденція зі США, свого агента. У результаті радянське керівництво отримало низку надсекретних документів. Зокрема, було отримано мобілізаційний план американського головного командування на випадок підготовки та початку військових дій НАТО проти країн Варшавського пакту.
З 1966 до 1974 року А. І. Лазарєв — заступник начальника ПГУ КДБ при РМ СРСР — начальник Управління «С» (нелегальна розвідка). За твердженням Олега Калугіна причиною звільнення Лазарєва з посади був конфлікт з Володимиром Крючковим.
З 1974 по 1976 рік Лазарєв є Уповноваженим КДБ з координації та зв'язку з МДБ Німецької Демократичної Республіки. З цієї посади він був відкликаний на прохання Еріха Гонекера, через конфлікт, пов'язаний із затриманням німецькою поліцією співробітника КДБ.
З 1977 по 1980 керівник Представництва КДБ в Алжирі. З 1980 р. переведений на викладацьку роботу в Червонопрапорний інститут КДБ. У 1987 р. звільнений у відставку.
Помер 11 жовтня 1993 року.

## Нагороди
Орден Леніна, Орден Червоного Прапора, Орден Вітчизняної війни І ступеня, Орден Трудового Червоного Прапора, 2 ордени Червоної Зірки, нагрудний знак «Почесний співробітник держбезпеки».